# Майер, Макс
Максимилиа́н «Макс» Ма́йер (нем. Maximilian "Max" Meyer; 18 сентября 1995, Оберхаузен) — немецкий футболист, полузащитник клуба АПОЭЛ. Сыграл 4 матча за сборную Германии.
Обладатель серебряной медали Фрица Вальтера до 17 лет, чемпион Бундеслиги до 19 лет и вице-чемпион Европы до 17 лет. Макс являлся одним из самых перспективных полузащитников Германии атакующего плана. Выделяется своим отточенным дриблингом и хорошо поставленным ударом.

## Биография
Родился и вырос в городе Оберхаузен. Здесь же начинал футбольную карьеру, отыграв два года в составе детской команды «Рот-Вайсса» по футзалу. В 10-летнем возрасте перебрался в «Дуйсбург» где также продолжал играть в закрытом помещении. Лишь после перехода в «Шальке» в 14-летнем возрасте Майер начал выступать на открытом поле и быстро сумел адаптироваться к новым условиям игры.
Карьера Макса в стане «синих» развивалась стремительно, уже в 15 лет он заключил с клубом полноценный юношеский контракт, а через два года под руководством Норберта Эльгерта взял серебряную салатницу Бундеслиги в возрасте до 19 лет, обыграв в финале «Баварию» (2:1). Также полузащитник дважды выигрывал чемпионата Западной Бундеслиги, став самым полезным игроком сезона 2012/13 с 11 голами и 11 голевыми передачами.

## Клубная карьера
В декабре 2012 года Майер подписал первый профессиональный контракт с «Шальке 04» до 2015 года. 16 февраля 2013 года он дебютировал за «кобальтовых» в Бундеслиге, заменив Раффаэля на 72-й минуте матча против «Майнца» (2:2) и отметившись голевой передачей. 12 марта 2013 года состоялся дебют Майера в Лиге чемпионов в ответном матче 1/8 финала против турецкого Галатасарая (2:3). Вплоть до последнего тура чемпионата Макс попадал в заявки на матчи «Шальке» и провёл на поле более 100 минут.
7 мая 2013 года Майер продлил контракт с «Шальке» до 2017 года. В следующем сезоне Майер дебютировал в стартовом составе «Шальке», отыграв почти 70 минут поединка Лиги чемпионов против «ПАОКа» (1:1). 25 сентября полузащитник провел свой первый полноценный матч против «Дармштадта». В этой встрече сумел отметиться дебютным голом за «гельзенкирхенцев». В октябрьских матчах Бундеслиги Макс забил сразу три гола, поразив ворота «Аугсбурга», «Айнтрахта Б» и дортмундской «Боруссии» — важнейшего соперника «кобальтовых». Такая результативность игрока молодёжной сборной Германии привлекла внимание ведущих грандов Европы, поэтому руководство «Шальке» поспешило заключить со своим воспитанником новое соглашение до 2018 года, удвоив недельный оклад до 12 тысяч евро. До конца сезон Макс провёл за «Шальке» 28 матчей Бундеслиги, шесть из которых отыграл с начала до конца. На счету Майера было 9 голов и 8 голевых передач. При этом Майер являлся одним из самых играющих футболистов Германии — на его счету было в среднем 5,6 успешных обводов за матч. 4 июня 2017 года Майер заявил, что не будет продлевать контракт с «Шальке».
2 августа 2018 года Майер перешёл в английский клуб «Кристал Пэлас». Первый гол за новый клуб полузащитник забил 19 января 2019 года в ворота «Ливерпуля». 15 января 2021 года игрок расторг контракт с «Кристал Пэлас» по обоюдному согласию.
25 января 2021 года стало известно, что немецкий «Кёльн» подписал Майера как свободного агента до конца сезона 2020/21.

## Карьера в сборной
11 ноября 2009 года Майер дебютировал в составе юношеской сборной Германии до 15 лет, выйдя на замену на 47-й минуте и забив один гол.
В 2012 году в составе юношеской сборной Германии до 17 лет Майер поехал на чемпионат Европы в Словению, где он стал серебряным призёром, лучшим бомбардиром и лучшим игроком соревнований.
8 мая 2014 года Майер попал в расширенный состав главной сборной Германии на чемпионат мира в Бразилии. 13 мая он стал одним из 12 футболистов, дебютировавших в сборной в матче с Польшей (0:0). На следующий день Майер был отцеплен из окончательного состава сборной.
В октябре 2014 он был впервые приглашён в молодёжную сборную Германии. Первый гол в её составе Майер забил 13 ноября в матче против молодёжной сборной Нидерландов.
15 июля 2016 года Макс был включён в окончательный состав сборной Германии на Олимпийские игры в Рио-де-Жанейро. В матче третьего тура против сборной Фиджи (10:0) Майер оформил хет-трик. После травмы Леона Горецки в матче первого тура Майер стал капитаном сборной и выиграл с ней серебряные медали. 1 ноября 2016 года Майеру, как и всей сборной, был вручён Серебряный лавровый лист.
В начале июня 2017 года Майер вошёл в состав молодёжной сборной на предстоящий чемпионат Европы в Польше. Майер принял участие во всех пяти матчах, а сборная выиграла золотые медали. Свой единственный мяч на турнире Макс забил в первом туре против чехов (2:0), став лучшим игроком этого матча. По завершении чемпионата Майер был включён в символическую сборную турнира.

## Достижения

### Командные
«Шальке 04» (до 19)
- Чемпион Бундеслиги (до 19): 2011/12

Сборная Германии
- Вице-чемпион юношеского чемпионата Европы: 2012
- Серебряный призёр Олимпийских игр 2016 в Рио-де-Жанейро
- Чемпион Европы среди молодёжных команд: 2017

### Личные
- Лучший игрок юношеского чемпионата Европы: 2012
- Лучший бомбардир юношеского чемпионата Европы: 2012
- Серебряная медаль Фрица Вальтера U-17: 2012[31]
- Серебряная медаль Фрица Вальтера U-19: 2014[32]
- Спортсмен года в Гельзенкирхене: 2014[33]

## Статистика

### Клубная статистика
| Клуб          | Сезон      | Лига         | Лига  | Лига | Кубок | Кубок | Кубок лиги | Кубок лиги | Европа | Европа | Другое | Другое | Итог  | Итог |
| Клуб          | Сезон      | Дивизион     | Матчи | Голы | Матчи | Голы  | Матчи      | Голы       | Матчи  | Голы   | Матчи  | Голы   | Матчи | Голы |
| ------------- | ---------- | ------------ | ----- | ---- | ----- | ----- | ---------- | ---------- | ------ | ------ | ------ | ------ | ----- | ---- |
| Шальке 04     | 2012/13    | Бундеслига   | 5     | 0    | 0     | 0     | —          | —          | 1      | 0      | —      | —      | 6     | 0    |
| Шальке 04     | 2013-14    | Бундеслига   | 30    | 6    | 2     | 1     | —          | —          | 9      | 0      | —      | —      | 41    | 7    |
| Шальке 04     | 2014-15    | Бундеслига   | 28    | 5    | 1     | 0     | —          | —          | 8      | 1      | —      | —      | 37    | 6    |
| Шальке 04     | 2015/16    | Бундеслига   | 32    | 5    | 2     | 0     | —          | —          | 7      | 1      | —      | —      | 41    | 6    |
| Шальке 04     | 2016/17    | Бундеслига   | 27    | 1    | 3     | 0     | —          | —          | 9      | 1      | —      | —      | 39    | 2    |
| Шальке 04     | 2017/18    | Бундеслига   | 24    | 0    | 4     | 1     | —          | —          | —      | —      | —      | —      | 28    | 1    |
| Шальке 04     | Итог       | Итог         | 146   | 17   | 12    | 2     | —          | —          | 34     | 3      | —      | —      | 192   | 22   |
| Кристал Пэлас | 2018/19    | Премьер-лига | 29    | 1    | 4     | 1     | 3          | 0          | —      | —      | —      | —      | 36    | 2    |
| Кристал Пэлас | 2019/20    | Премьер-лига | 17    | 0    | 1     | 0     | 1          | 0          | —      | —      | —      | —      | 19    | 0    |
| Кристал Пэлас | 2020/21    | Премьер-лига | 0     | 0    | 0     | 0     | 1          | 0          | —      | —      | —      | —      | 1     | 0    |
| Кристал Пэлас | Итог       | Итог         | 46    | 1    | 5     | 1     | 5          | 0          | —      | —      | —      | —      | 56    | 2    |
| Кёльн         | 2020/21    | Бундеслига   | 10    | 0    | 1     | 0     | —          | —          | —      | —      | 1      | 0      | 12    | 0    |
| Общий итог    | Общий итог | Общий итог   | 202   | 18   | 18    | 3     | 5          | 0          | 34     | 3      | 1      | 0      | 260   | 24   |

1. ↑  Участие в переходных матчах чемпионата Германии

### Международная
| № | Дата            | Соперник   | Счёт | Голы Майера | Турнир                      |
| 1 | 13 мая 2014     | Польша     | 0:0  | —           | Товарищеский матч           |
| 2 | 31 августа 2016 | Финляндия  | 2:0  | 1           | Товарищеский матч           |
| 3 | 4 сентября 2016 | Норвегия   | 3:0  | —           | Чемпионат мира 2018 (отбор) |
| 4 | 11 ноября 2016  | Сан-Марино | 8:0  | —           | Чемпионат мира 2018 (отбор) |

Итого: 4 матча / 1 гол; 3 победы, 1 ничья, 0 поражений.